# Uomo superfluo

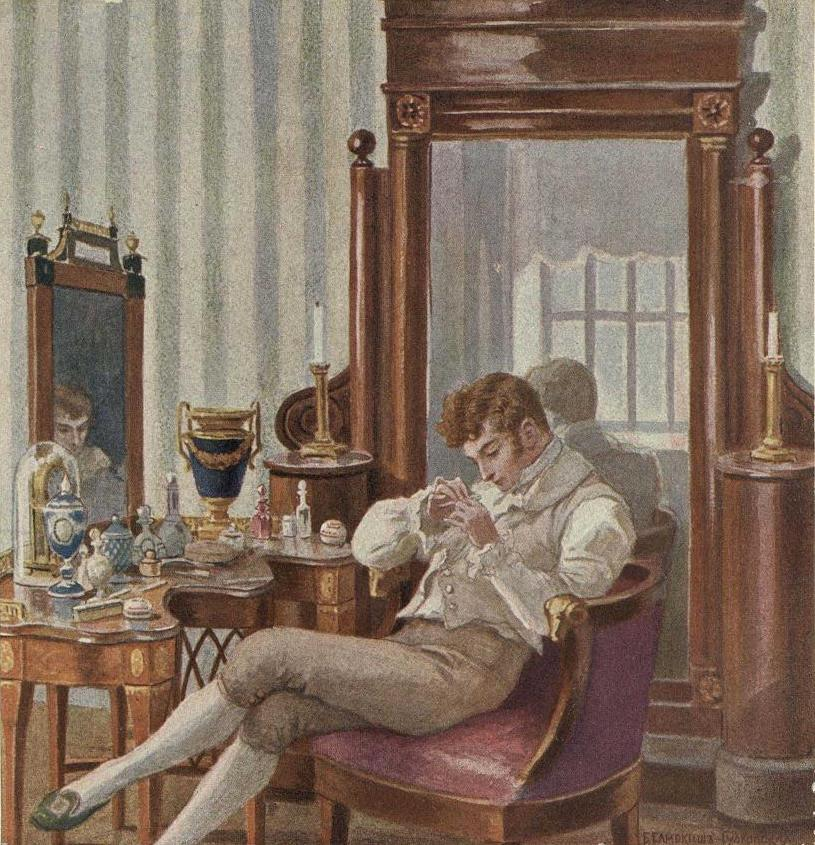
Eugenio Onegin, illustrazione di E. P. Samokiš-Sudkovskaja.

L'uomo superfluo (in russo Лишний человек?, Lišnij čelovek), o uomo inutile, è una figura letteraria caratteristica delle opere degli scrittori russi degli anni quaranta e cinquanta del XIX secolo. I primi e più importanti esempi nella letteratura russa di uomini superflui sono Eugenio Onegin di Aleksandr Sergeevič Puškin e Grigorij Pečorin in Un eroe del nostro tempo di Michail Lermontov, ispirato all'eroe byroniano dell'era del romanticismo, al Renato di François-René de Chateaubriand e Adolphe Constant. Un'ulteriore evoluzione è rappresentato dal gerceneniano Bel'tov di Chi è colpevole? e dagli eroi delle prime opere di Turgenev (Rudin, Lavretskij in Un nido di nobili, Čulkaturin in Diario di un uomo superfluo).
Si riferisce a un individuo che non rientra nelle norme sociali. Nella maggior parte dei casi, questa persona nasce ricca e privilegiata. Caratteristiche tipiche sono il disprezzo per i valori sociali, il cinismo e la noia esistenziale; i comportamenti tipici sono il gioco d'azzardo, il bere, gli intrighi romantici e i duelli. È spesso indifferente o poco empatico nei confronti dei problemi della società e può angosciare con noncuranza gli altri con le sue azioni, nonostante la sua posizione di potere. Usa spesso il suo potere per il proprio conforto e sicurezza e ha pochissimo interesse ad essere caritatevole o ad usarlo per il bene superiore.
L'uomo superfluo tenta spesso con noncuranza di manipolare, controllare o rendere schiavi altri individui. Poiché non ha integrità o ambizioni, è spesso egoista e vede pochi motivi per aiutare gli altri. Cerca spesso con noncuranza di manipolare, degradare o pacificare gli individui all'interno della società per ottenere maggiore comfort e sicurezza.

## Descrizione
Appartenente alle classi superiori della società, la persona superflua è alienata dalla nobiltà, disprezza la burocrazia, ma, non avendo ulteriori prospettive di autorealizzazione, trascorre per lo più il proprio tempo in svaghi divertimenti. Questo stile di vita non riesce ad alleviare la sua noia, portando a duelli, giochi d'azzardo e altri comportamenti autodistruttivi. Le caratteristiche tipiche di una persona superflua includono "stanchezza mentale, profondo scetticismo, discordia tra parole e azioni e, di regola, passività sociale".
L'appellativo di "uomo superfluo" fu assegnato a partire dalla pubblicazione nel 1850 del racconto Diario di un uomo superfluo di Ivan Sergeevič Turgenev.
Gli uomini superflui causano spesso problemi non solo a se stessi, ma anche ai personaggi femminili che hanno la sfortuna di innamorarsi di loro. Il lato negativo delle persone superflue, associato al loro spostamento al di fuori della struttura sociale e funzionale della società, viene evidenziato nelle opere di Aleksej Feofilaktovič Pisemskij e Ivan Gončarov. Quest'ultimo oppone agli uomini d'affari pratici i fannulloni e le persone pigre: il giovane Aduev all'anziano Aduev in Una storia comune, Oblomov e Stol'c in Oblomov. In Guerra e pace, Pierre Bezuchov è stato a lungo considerato come un uomo superfluo all'inizio del novecento: 
(Lev Tolstoj, Guerra e pace)
Critici russi come Vissarion Grigor'evič Belinskij (1811-1848) considerava l'uomo superfluo come un risultato del regno di Nicola I, quando gli uomini più istruiti non volevano entrare nel servizio governativo screditato ma, privi di altre opzioni per l'autorealizzazione, avevano condannato se stessi a vivere la loro vita nella passività. Il critico radicale Nikolaj Aleksandrovič Dobroljubov (1836-1861) analizzò l'uomo superfluo come un sottoprodotto della servitù russa. Lo studioso David Patterson descrive l'uomo superfluo come il paradigma di una persona che ha perso una presenza nella vita.

## Chandra
Di solito, gli uomini superflui possiedono capacità significative ma non in grado di esprimerle a causa di ciò che Aleksandr Sergeevič Puškin definì nel suo Eugenio Onegin come Russkaja chandra (in russo Русская хандра?, lett. "Malinconia russa"), derivazione dello spleen occidentale e della disillusione byroniana del Child Arold:
Давно бы отыскать пора,

Подобный английскому сплину,

Sarebbe ora d’indagare,

Simile all’inglese spleen,

La nostrale chandra, insomma,

Entrò in lui [Onegin] poco per volta.»
(Aleksandr S. Puskin, Eugenio Onegin, capitolo I, strofa XXXVIII)
In Un eroe del nostro tempo, la malinconia e la disillusione di Pečorin sono state provocate da una "incapacità relazionale" avuta in passato e dalle delsuioni: 
modesto - mi accusavano di malizia: sono diventato chiuso. Sentivo profondamente il bene e il male; nessuno mi accarezzava, tutti mi offendevano: sono diventato vendicativo; ero cupo, mentre gli altri bambini erano allegri e loquaci; mi sentivo superiore a loro e venivo considerato inferiore. Sono diventato invidioso. Ero pronto ad amare tutto il mondo, ma nessuno mi ha capito: ho imparato a odiare. La mia
incolore giovinezza è trascorsa in una lotta con me stesso e con la società; temendo la derisione ho seppellito i miei migliori sentimenti in fondo al cuore e lì essi sono morti. Dicevo la verità e non mi credevano: ho cominciato a ingannare. Dopo aver conosciuto bene il mondo e le molle della società sono diventato esperto nella scienza della vita e ho visto come altri erano felici senza quella scienza poiché godevano gratuitamente di quei vantaggi che io tanto instancabilmente mi sforzavo di ottenere. E allora nel mio petto è nata la disperazione, non quella disperazione che si guarisce con la canna della pistola, ma una disperazione fredda, impotente, celata sotto la
cortesia e un sorriso bonario. Sono diventato un invalido morale; metà della mia anima non esisteva più, si era disseccata, era evaporata, morta, l'avevo amputata e gettata via, mentre l'altra palpitava e viveva a capriccio di chiunque, senza che nessuno si accorgesse di ciò perché nessuno sapeva dell'esistenza dell'altra metà perita.»
(Michail Lermontov, Un eroe del nostro tempo, parte II, capitolo II)
A differenza dello spleen, la Chandra non interessa soltanto le classi più agiate ma assume un carattere nazionale e diffuso in tutta la popolazione della Russia imperiale.